# 恋の魔力
『恋の魔力』(こいのまりょく)は、KOH+（柴咲コウ・福山雅治のユニット）の配信限定シングルで、KOH+としては3作目となる。

## 解説
本作は福山雅治と、柴咲コウのユニット・KOH+としては、2007年の『KISSして』、2008年の『最愛』に続く、3作目・約5年振りのシングルとなり、『ガリレオ』第2シーズンの主題歌として使用された。
作詞、作曲、編曲等のトータルプロデュースは前2作に引き続き、福山が行っている。また、今回のシリーズでは、日本だけに留まらず、韓国、中国、台湾等のアジア圏や、北米、欧州を含めた約70ヶ国で放送されることとなり、各国の視聴者がよりドラマや世界観を楽しめるようにするために、本作を韓国語、中国語でカバーする事が決定し、韓国語の方はKARAのハラが「HARA+」として、中国語の方は台湾のシンガーA-Linが「A-Lin+」としてそれぞれがカバーして発表される事となった。また、福山にとっては海外アーティストとのコラボレーションは、自身初の試みとなった。
柴咲コウ名義でのオリジナルアルバム作品には収録されておらず、初CD化自体は後に発売された『Galileo+』に収録されたが、後にベスト・アルバム『KO SHIBASAKI ALL TIME BEST 詩』にて柴咲のアルバム作品としては初のCD化が成される運びとなった。2022年にKOH+名義で発売した『ヒトツボシ 〜ガリレオ Collection 2007-2022〜』にも収録された。また、福山はオリジナルアルバム『HUMAN』でセルフカバーした。

## 製作背景
ドラマ終了から、続編制作に伴う再結成まで
本作は、前作『ガリレオ』の終了直後からKOH+再結成を望む声が多数上がっていたそうであり、ドラマ制作に関わったフジテレビジョンのプロデューサーの牧野正も「かねてより、KOH+の再結成要望が殺到していたことに加えて、私たちとしても、ドラマの続編をやる際は是非ともKOH+に引き続き、お願いしたいと思っていましたので、その旨を福山さんや、柴咲さんにお伝えしましたところ、快く承諾して頂けました。バラードではなく、軽快でアップテンポな曲にしてほしいとお願いをしましたが、その要望以外の事は全て福山さんにお任せさせて頂く形となりましたが、想像していた通りにイメージぴったりの素晴らしい曲を書いて頂けました。また、今回は海外での放送も決まっていて、海外の方のために各国のトップスターの方に主題歌をカバーして貰えるのはとても嬉しく思いましたし、何より、韓国語、中国語でそれぞれカバーをした、KARAのハラと、A-Linはまさに、曲のイメージにぴったりはまっておりました。」とコメントをしている。
福山雅治の楽曲に関するコメント
本作を制作した福山はこの曲に関して「ドラマプロデューサーの方からは『ガリレオ』と言うドラマは、全体を通してシリアスかつ重く、人間の業の深さを如実に現したような事件が起こっていく展開となっていくので、最後を占めるときは、明るいように終わらせたいと、希望があったので、僕なりの明るいポップチューンとして仕上げさせて頂きました。加えて1週間のスタートともなる月曜の夜に放送されると言うことなので、これから1週間、学業であれ、仕事であれ、頑張っていこうと思って貰えるような曲になればとの思いも込めさせて頂きました。歌詞としては、前回の「KISSして」は、内海薫をイメージしながら作ったんですが、今回は彼女のイメージを踏襲しつつ、岸谷美砂のイメージも盛り込みながら作詞しました」と語っている。
また、KOH+に関しては「柴咲コウさんとは、5年ぶりに共にレコーディングに参加させていただいたんですが、その5年前からうかがえた繊細な表現力の豊かさの中に力強さが増していて、今回のレコーディングはほとんどが1発録りで、OKが出たほどに素晴らしかったですね。その時の表現力や集中力全てがこの曲にはつまったものに仕上がったので、是非ともその辺りも楽しんで頂けたらと思います。」と語っている。
本作を中国語でカバーしたA-Lin、韓国語でカバーしたHARAに関しては、「僕が作ったメロディーとトラックの上に異なる国の言語が乗ると、日本語とは全く異なる音の響き方を見せて、更に世界観と奥行きと幅を広げて貰えたのが、嬉しく思いますね。各国にどう届いてくれるかとても楽しみにしています。今回はレコーディングには参加できませんでしたが、もし機会があれば、今度は是非ともお二人とお会いして一緒にやりたいですね」と語っている。
柴咲コウのコメント
柴咲は本作のレコーディング当時の様子を振り返って「一緒に制作に携わった福山さんは、本当にプロデューサーなんだなって改めて感じる事が多かったですね。指示がとにかく、的確。技術的な面で細やかな所も指示してくれるのですが、基本はちゃんと肯定的にしてくれる分、下手に緊張することもなく、スムーズに行くことが出来ました。気持ちをちゃんと肯定的に乗せてくれるのでやりやすかったですね。前回の「KISSして」の時もその辺りのディレクションが的確でやりやすかった印象ですね。」と語っている。
また、2008年に『容疑者Xの献身』の主題歌『最愛』で再びユニットを組んで以降も交流が途絶えることはなく、柴咲が自身初のラジオレギュラー番組をスタートさせた際にサプライズでコメントを寄せたり、歌手デビュー10周年を締めくくるライブにも本人やファンも含めてサプライズでビデオメッセージを送ったりと、柴咲にとっての活動の節目節目に、労う等の交流が続いているのだと言う。
本楽曲を韓国語、中国語でカバーしたHARA、A-Linのコメント
本作を韓国語でカバーしたハラは「今回、この曲の韓国語バージョンを歌わせて頂くこととなってとても光栄な気持ちです。日本でも非常に有名なドラマであるとお聞きしておりましたし、福山さんと一緒に制作させて貰えるとは思っても見なかった事ですね。」と語っている。
本作を中国語でカバーしたA-Linは「今回の『ガリレオ』の主題歌として中国語版として歌えたことにとても光栄に思うのと同時に嬉しく思っています。今回の貴重な機会を与えてくださり、この素敵な曲を作り上げた福山さんには、直接的にお会いしたことがなく、まだお会いすることも出来てはおりませんが、とてもクリエイティブな能力を発揮していたなと感じられましたね。また機会があれば、今度は直接的に一緒に仕事が出来る時が来ることを楽しみにさせて頂いております。」と語っている。

## 収録曲
1. 恋の魔力
作詞・作曲：福山雅治 / 編曲：井上鑑

## 収録アルバム
- Galileo+
- KO SHIBASAKI ALL TIME BEST 詩
- ヒトツボシ 〜ガリレオ Collection 2007-2022〜

## カバー
- 福山雅治（セルフカバー）『HUMAN』